# Semidalis pluriramosa
Semidalis pluriramosa is een insect uit de familie van de dwerggaasvliegen (Coniopterygidae), die tot de orde netvleugeligen (Neuroptera) behoort. 
De wetenschappelijke naam Semidalis pluriramosa is voor het eerst geldig gepubliceerd door Karny in 1924.